# Major League Volleyball
La Major League Volleyball è una lega professionistica di pallavolo femminile statunitense.

## Storia
La Pro Volleyball Federation viene fondata nel novembre 2022, con lo scopo di fornire alle giocatrici statunitensi uno sbocco nella pallavolo professionistica e di alto livello in patria, remunerato adeguatamente; tra i fondatori della lega figurano l'ex giocatore di football americano Trent Dilfer e due pioniere della pallavolo statunitense, Cecile Reynaud e Laurie Corbelli. 
Le aspettative iniziali sono quelle di avere un numero dalle otto alle dieci squadre fin dalla stagione inaugurale, in seguito sceso a sette; vengono quindi annunciate le sedi di Grand Rapids (Michigan), Omaha (Nebraska), Atlanta (Georgia), Columbus (Ohio), Orlando (Florida), San Diego (California) e Las Vegas (Nevada). Prima ancora della stagione inaugurale, vengono annunciate anche le sedi dei primi tre team di espansione a Dallas (Texas), Kansas City (Missouri) e Indianapolis (Indiana).
La prima edizione del campionato vede la vittoria in finale delle Omaha Supernovas sulle Grand Rapids Rise. La seconda edizione, invece, segna il debutto nella lega delle Indy Ignite, la prima delle tre franchigie di espansione precedentemente annunciate. Poco dopo l'inizio del torneo, le Omaha Supernovas – in seguito ad un contenzioso con la lega per l'acquisto di un'altra franchigia, le Vegas Thrill – annunciano il loro trasferimento dalla Pro Volleyball Federation alla Major League Volleyball, una nuova lega fondata dai co-proprietari delle Supernovas, Jason Derulo e Danny White, dal proprietario dei Sacramento Kings, Vivek Ranadivé, e dall'ex campionessa olimpica di beach volley Kerri Walsh. La Pro Volleyball Federation 2025 si conclude con l'affermazione delle Orlando Valkyries proprio sulla debuttante formazione di Indianapolis.
Nell'agosto 2025 la Pro Volleyball Federation e la Major League Volleyball annunciano un accordo di fusione, con le attività della prima lega che proseguono sotto il nome della seconda: la terza edizione del torneo, oltre alle Omaha Supernovas, vede la partecipazione di tutte le altre franchigie precedentemente impegnate nella Pro Volleyball Federation – ad eccezione delle Vegas Thrill, in attesa di un cambio di proprietà – e della franchigia di espansione con sede a Dallas (precedentemente annunciata dalla Pro Volleyball Federation), per un totale di otto squadre; per il 2027 è invece previsto il debutto delle prime due franchigie della Major League Volleyball, con sede a Sacramento (California) e Washington (Distretto di Columbia).

## Albo d'oro
| Dal 2024 al 2025 la competizione è denominata Pro Volleyball Federation |                   |                   |   |
| 2024 Dettagli                                                           | Omaha Supernovas  | Grand Rapids Rise | - |
| 2025 Dettagli                                                           | Orlando Valkyries | Indy Ignite       | - |
| Dal 2026 la competizione è denominata Major League Volleyball           |                   |                   |   |

## Palmarès
| Atlete            | Titoli | Stagioni |
| ----------------- | ------ | -------- |
| Omaha Supernovas  | 1      | 2024     |
| Orlando Valkyries | 1      | 2025     |